# Дора 2021.
Хрватска радиотелевизија (ХРТ) је организовала Дору 2021. како би одабрала свог представника на Песми Евровизије 2021. Такмичење се састојало од 14 песама које су се такмичиле 13. фебруара 2022. у Хали Маринко Цветковић у Опатији. Такмичење је емитовано на програмима ХРТ1 и ХРТ2 као и онлајн на свом стриминг сервису ХРТи. Презентерке такмичења су биле Данијела Трбовић, Барбара Колар, Јелена Лешић и Дорис Пинчић Рогозница.

### Учесници
26. октобра 2020, ХРТ је расписао конкурс у ком су извођачи и композитори могли да шаљу пријаве ХРТ-у до 10. децембра 2020. Од ове године, песме су смеле да буду на било ком европском језику за разлику од претходних година у којима су песме морале да буду на енглеском, француском, италијанском или хрватском. ХРТ је добио 140 пријава. Петочлани жири је од свих пријава изабрао 14 песама које ће се такмичити. Чланови жирија су били Андреј Бабић (ХДС), Хрвоје Прскало (ХДС), Матија Цвек (ХГУ), Мокина Лелас (ХРТ) и Уршула Тољ (ХРТ). 15. децембра 2020. ХРТ је објавио учеснике. Међу њима су се нашли Тони Цетински који је представљао Хрватску на Песми Евровизије 1994 и Нина Краљић која је Хрватску представљала 2016.
| Извођач(и)                           | Песма                   | Композитор(и)                                                         |
| ------------------------------------ | ----------------------- | --------------------------------------------------------------------- |
| Албина                               | "Tick-Tock"             | Бранимир Михаљевић, Max Cinnamon, Тихана Буклијаш Бакић               |
| Ешли Колбурн и Бојан Јамброшић       | „Share the Love"        | Иван Шкунца, Ешли Колбурн                                             |
| Бернарда Бруновић                    | „Colors"                | Бернарда Бруновић, Борислав Миланов                                   |
| Бета Судар                           | „Ма замисли"            | Предраг Мартињак                                                      |
| Бригита Вуцо                         | „Ноћи пијане"           | Бригита Вуцо                                                          |
| Цамби                                | "Заљубљен"              | Марија Мирковић                                                       |
| Ела Орешковић                        | "Come This Way"         | Синиша Рељић Симба, Ела Орешковић                                     |
| Ерик Видовић                         | „Реци ми"               | Ерик Видовић                                                          |
| Филип Рудан                          | „Blind"                 | Филип Рудан, Антонио Франић, Хрвоје Домазет                           |
| Миа Неговетић                        | "She's Like a Dream"    | Миа Неговетић, Линеа Деб, Дениз Џем, Денис Кертес                     |
| Нина Краљић (Алконост Балкана)       | „Ријека"                | Нина Краљић, Хана Либрењак, Мики Солус                                |
| Санди Ценов                          | „Крив"                  | Синиша Рељић Симба, Фајо                                              |
| ТоМа                                 | „Ocean of Love"         | Адријана Пупавац, Андреас Бимон Бјеркман, Кале Персон, Томислав Марић |
| Тони Цетински и Кристијан Рахимовски | „Запјевај, слобода је!" | Кристијан Рахимовски                                                  |

#### Финале
Финале је одржано 13. фебруара 2021. Редослед наступа је објављен 18. јануара 2021. Победник је одлучен комбинацијом гласања 10 регионалних жирија и телегласања. И жири и публика су имали по 580 поена да доделе. Жири је гласао евровизијским системом: сваки регионални центар је додељивао 1—8, 10 и 12 поена песмама. Поени телегласова се додељују на основу % телегласова пристиглих за сваку песму. Нпр, ако нека песма добије 10% гласова, та песма добија 10% од тих 580 гласова, заокружено на најближи цео број, што је 58 поена. У случају изједначеног резултата, песма која је имала бољи пласман у телегласању има бољи пласман. У случају да постоји изједначен резултат у телегласању, предност има песма која је добила гласове са више различитих бројева. Нпр, ако једна песма добије 1000 гласова са 700 бројева, а друга 1000 са 600 бројева, ова прва има предност.
| Р. бр. | Извођач(и)                      | Песма | Жири | Телегласање | Телегласање | Телегласање | Телегласање | Поени | Пласман |
| Р. бр. | Извођач(и)                      | Песма | Жири | Позиви      | СМС         | Укупно      | Поени       | Поени | Пласман |
| ------ | ------------------------------- | ----- | ---- | ----------- | ----------- | ----------- | ----------- | ----- | ------- |
| 1.     | Нина Краљић (Алконост Балкана)  |       | 68   | 3,745       | 1,575       | 5,320       | 77          | 145   | 2       |
| 2.     | Ерик Видовић                    |       | 29   | 659         | 408         | 1,067       | 16          | 45    | 10      |
| 3.     | Ела Орешковић                   |       | 26   | 1,425       | 336         | 1,761       | 26          | 52    | 9       |
| 4.     | Бернарда                        |       | 77   | 1,131       | 413         | 1,544       | 22          | 99    | 7       |
| 5.     | Санди Ценов                     |       | 5    | 403         | 82          | 485         | 7           | 12    | 14      |
| 6.     | Тома                            |       | 64   | 2,121       | 574         | 2,695       | 39          | 103   | 6       |
| 7.     | Филип Рудан                     |       | 65   | 3,204       | 460         | 3,664       | 53          | 118   | 5       |
| 8.     | Бета Судар                      |       | 8    | 456         | 84          | 540         | 8           | 16    | 12      |
| 9.     |                                 |       | 47   | 4,488       | 393         | 4,881       | 71          | 118   | 4       |
| 10.    | Ешли Колбурн и Бојан Јамброшић  |       | 9    | 2,237       | 94          | 2,331       | 34          | 43    | 11      |
| 11.    | Бригита Вуцо                    |       | 7    | 504         | 78          | 582         | 8           | 15    | 13      |
| 12.    | Миа Неговетић                   |       | 67   | 3,143       | 471         | 3,614       | 52          | 119   | 3       |
| 13.    | Албина                          |       | 78   | 6,609       | 1,688       | 8,297       | 120         | 198   | 1       |
| 14.    | Тони Цетински и Кики Рахимовски |       | 30   | 2,746       | 464         | 3,210       | 47          | 77    | 8       |

| Гласови регионалних жирија | Гласови регионалних жирија | Гласови регионалних жирија | Гласови регионалних жирија | Гласови регионалних жирија | Гласови регионалних жирија | Гласови регионалних жирија | Гласови регионалних жирија | Гласови регионалних жирија | Гласови регионалних жирија | Гласови регионалних жирија | Гласови регионалних жирија | Гласови регионалних жирија |
| Р. бр.                     | Песма                      | Загреб                     | Вуковар                    | Вараждин и Чаковец         | Ријека                     | Пула                       | Осијек                     | Задар                      | Книн и Шибеник             | Сплит                      | Дубровник                  | Укупно                     |
| -------------------------- | -------------------------- | -------------------------- | -------------------------- | -------------------------- | -------------------------- | -------------------------- | -------------------------- | -------------------------- | -------------------------- | -------------------------- | -------------------------- | -------------------------- |
| 1                          | „Ријека"                   | 6                          | 8                          | 8                          | 8                          | 5                          | 4                          | 10                         | 10                         | 4                          | 5                          | 68                         |
| 2                          | „Реци ми"                  | 1                          | 1                          | 5                          | 6                          | 4                          | 2                          |                            |                            | 3                          | 7                          | 29                         |
| 3                          | „Come This Way"            | 4                          |                            | 2                          |                            | 3                          | 1                          | 5                          | 4                          | 1                          | 6                          | 26                         |
| 4                          | „Colors"                   | 7                          | 6                          | 12                         | 12                         | 12                         | 8                          | 6                          | 7                          | 7                          |                            | 77                         |
| 5                          | „Крив"                     |                            | 2                          |                            |                            |                            |                            | 1                          |                            |                            | 2                          | 5                          |
| 6                          | „Ocean of Love"            | 10                         | 3                          | 10                         | 4                          | 8                          | 7                          | 3                          | 6                          | 12                         | 1                          | 64                         |
| 7                          | „Blind"                    | 12                         | 12                         | 7                          | 5                          | 7                          | 3                          | 12                         | 2                          | 5                          |                            | 65                         |
| 8                          | „Ма замисли"               |                            | 4                          |                            | 1                          | 2                          |                            |                            | 1                          |                            |                            | 8                          |
| 9                          | „Заљубљен"                 |                            |                            | 3                          | 10                         |                            | 10                         |                            | 8                          | 8                          | 8                          | 47                         |
| 10                         | „Share the Love"           |                            |                            |                            | 3                          | 1                          |                            |                            |                            | 2                          | 3                          | 9                          |
| 11                         | „Ноћи пијане"              | 3                          |                            |                            |                            |                            |                            | 4                          |                            |                            |                            | 7                          |
| 12                         | „She's Like a Dream"       | 5                          | 10                         | 6                          | 7                          | 10                         | 6                          | 8                          | 5                          | 6                          | 4                          | 67                         |
| 13                         | „Tick-Tock"                | 8                          | 7                          | 4                          |                            | 6                          | 12                         | 7                          | 12                         | 10                         | 12                         | 78                         |
| 14                         | „Запјевај, слобода је!"    | 2                          | 5                          | 1                          | 2                          |                            | 5                          | 2                          | 3                          |                            | 10                         | 30                         |

| Чланови Жирија     | Чланови Жирија                                                                       |
| ------------------ | ------------------------------------------------------------------------------------ |
| Загреб             | - Роберт Урлић — ХРТ - Жељка Веверец – ХДК - Деис Думанчић – ХМУ                     |
| Вуковар            | - Петар Барић – ХРТ - Перо Галић – ХДК - Бранимир Јовановац – ХМУ                    |
| Вараждин & Чаковец | - Данијела Братић – ХРТ - Zsa Zsa – ХДК - Ј.Р. Аугуст – ХМУ                          |
| Ријека             | - Алберт Петровић – ХРТ - Антонела Доко – ХДК - Дамир Мартиновић Мрле – ХМУ          |
| Пула               | - Бруно Крајцар – HRT - Сандро Петенер – ХДК - Маријан Јеленић – ХМУ                 |
| Осијек             | - Марина Бан – ХРТ - Горан Бошковић – ХДК - Дамин Бачић – ХМУ                        |
| Задар              | - Тони Дунатов – ХРТ - Натали Диздар – ХДК - Јере Шешеља – ХМУ                       |
| Книн & Шибеник     | - Ненад Тисај – ХРТ - Марко Шкугор – ХДК - Матеј Накић – ХМУ                         |
| Сплит              | - Едуард Грацин – ХРТ - Лорена Бућан – ХДК - Саша Антић – ХМУ                        |
| Дубровник          | - Миливој Краваровић – ХРТ - Санин Карамехмедовић – ХДК - Тибор Карамехмедовић – ХМУ |

### Контроверза
Пошто се финале завршило, Нина Краљић је објавила да је током својих проба уместо своје песме чула песму „Tick-tock” Албине. Такође је тврдила да људи нису могли да гласају за њу због проблема са телекомуникационим мрежама. Два дана касније, Краљићева је угасила своје Фејсбук и Инстаграм странице.
Дан након тога, породица такмичарке Бернарде Бруновић је тврдила да су од предводнице хрватске евровизијске делегације Уршуле Тољ добили информацију да Бернарда не може да победи јер је на „црној листи”. Такође су подржали тврдње Нине Краљић. Уршула Тољ се огласила дан касније и потврдила је да су сви гласови валидни и да није било проблема који би утицали на коначан исход такмичења. Одбацила је тврдње да постоји „црна листа”.